# Tony Hale
Anthony Russell Hale, detto Tony (West Point, 30 settembre 1970), è un comico e attore statunitense, noto per i suoi ruoli nelle serie televisive Arrested Development - Ti presento i miei, Chuck e Veep - Vicepresidente incompetente.

## Biografia
Nato nello stato di New York, Hale è cresciuto a Tallahassee, in Florida, dove ha frequentato lo Young Actors Theatre e partecipato a numerose produzioni teatrali e musicali.
Nel 1992 si è laureato in giornalismo alla Samford University di Birmingham, in Alabama, dov'è diventato membro della confraternita studentesca Sigma Chi. Nel 1994 ha ottenuto un'altra laurea presso la School of Communication & the Arts della Regent University, in Virginia. Dopo gli studi si è trasferito stabilmente a New York, dove ha vissuto per quasi dieci anni. Mentre era qui, ha contribuito a fondare The Haven, una comunità artistica cristiana che si riunisce settimanalmente. Ha inoltre studiato recitazione presso il The Barrow Group, una prestigiosa compagnia teatrale di New York.

### Carriera
Ha esordito come attore interpretando alcuni ruoli minori in serie televisive come Dawson's Creek, I Soprano e Sex and the City. Ha raggiunto una certa popolarità negli Stati Uniti d'America grazie a una pubblicità televisiva della Volkswagen.
La fama internazionale gli è giunta nel 2003 grazie alla serie televisiva Arrested Development - Ti presento i miei, dove ha recitato nel ruolo di Buster Bluth. In questo periodo ha anche partecipato a un episodio di MADtv. Successivamente nel 2007 ha preso parte alla sitcom Andy Barker, P.I., creata da Conan O'Brien. In questo periodo è inoltre apparso il ruoli minori al cinema in Vero come la finzione e Perché te lo dice mamma, e ha inoltre prestato la sua voce nel film d'animazione Le avventure del topino Despereaux.
Tra il 2008 e il 2010 ha avuto il ruolo ricorrente di Emmett Millbarge nella serie TV Chuck, e nel frattempo nel 2009 è stato protagonista della webserie della NBC Ctrl. Successivamente ha fatto un cameo in United States of Tara, e sempre nel 2009 ha recitato in Numb3rs come personaggio ricorrente. Nel 2023 affianca Anna Kendrick nel film Woman of the Hour.

## Vita privata
Nel 2003 ha sposato la truccatrice Martel Thompson, da cui ha avuto una figlia nel 2006.

## Filmografia

### Attore

#### Cinema
- Raging Hormones, regia di Michael Dugan (1999)
- My Blind Brother, regia di Sophie Goodhart – cortometraggio (2003)
- Stateside - Anime ribelli (Stateside), regia di Reverge Anselmo (2004)
- Fortunes, regia di Parker Cross (2005)
- Larry the Cable Guy: Health Inspector, regia di Trent Cooper (2006)
- The Proper Care & Feeding of an American Messiah, regia di Christopher J. Hansen (2006)
- Vita da camper (RV), regia di Barry Sonnenfeld (2006)
- The Beach Party at the Threshold of Hell, regia di Jonny Gillette e Kevin Wheatley (2006)
- Vero come la finzione (Stranger than Fiction), regia di Marc Forster (2006)
- Mi sono perso il Natale (Unaccompanied Minors), regia di Paul Feig (2006)
- Perché te lo dice mamma (Because I Said So), regia di Michael Lehmann (2007)
- Ctrl Z, regia di Robert Kirbyson – cortometraggio (2007)
- Contrasti e amori (The Year of Getting to Know Us), regia di Patrick Sisam (2008)
- Other Plans, regia di Judson Pearce Morgan – cortometraggio (2008)
- Happy Wednesday, regia di Jason Naumann – cortometraggio (2008)
- The Laundry, regia di Alex Beh – cortometraggio (2009)
- Weathered, regia di Matt Barber e Matthew Webb – cortometraggio (2009)
- The Answer Man, regia di John Hindman (2009)
- My Suicide, regia di David Lee Miller (2009)
- La concessionaria più pazza d'America (The Goods: Live Hard, Sell Hard), regia di Neal Brennan (2009)
- The Ballad of G.I. Joe, regia di Daniel Strange – cortometraggio (2009)
- The Informant!, regia di Steven Soderbergh (2009)
- In My Sleep, regia di Allen Wolf (2009)
- happythankyoumoreplease, regia di Josh Radnor (2010)
- The Most Oblivious Man in the World (with Tony Hale), regia di Matthew Pollock – cortometraggio (2011)
- Wuss, regia di Clay Liford (2011)
- Perfect, regia di Amie Steir – cortometraggio (2011)
- The Kings of Summer, regia di Jordan Vogt-Roberts (2013)
- Corpi da reato (The Heat), regia di Paul Feig (2013)
- American Ultra, regia di Nima Nourizadeh (2015)
- Alvin Superstar - Nessuno ci può fermare (Alvin and the Chipmunks: The Road Chip), regia di Walt Becker (2015)
- Yoga Hosers - Guerriere per sbaglio (Yoga Hosers), regia di Kevin Smith (2016)
- Transformers - L'ultimo cavaliere (Transformers - The Last Knight), regia di Michael Bay (2017)
- And Then I Go, regia di Vincent Grashaw (2017)
- Tuo, Simon (Love, Simon), regia di Greg Berlanti (2018)
- Ore 15:17 - Attacco al treno (The 15:17 to Paris), regia di Clint Eastwood (2018)
- Nine Days, regia di Edson Oda (2020)
- Clifford - Il grande cane rosso (Clifford the Big Red Dog), regia di Walt Becker (2021)
- A proposito dei Ricardo (Being the Ricardos), regia di Aaron Sorkin (2021)
- Hocus Pocus 2, regia di Anne Fletcher (2022)
- Woman of the Hour, regia di Anna Kendrick (2023)
- Unfrosted - Storia di uno snack americano (Unfrosted), regia di Jerry Seinfeld (2024)
- Opus - Venera la tua stella (Opus), regia di Mark Anthony Green (2025)

#### Televisione
- The Least of These, regia di Cheryl McKay – film TV (1995)
- Legacy – serie TV, episodio 1x01 (1998)
- The $treet – serie TV, episodio 1x04 (2000)
- Dawson's Creek – serie TV, episodio 4x14 (2001)
- I Soprano (The Sopranos) – serie TV, episodio 3x07 (2001)
- Sex and the City – serie TV, episodio 4x02 (2001)
- Arrested Development - Ti presento i miei (Arrested Development) – serie TV, 74 episodi (2003-2006, 2013-2019)
- Una pupa in libreria (Stacked) – serie TV, episodio 1x02 (2005)
- Clark and Michael – webserie, episodio 1x01 (2006)
- Case Closed, regia di Jay Karas – film TV (2007)
- Big Day – serie TV, episodio 1x10 (2007)
- Andy Barker, P.I. – serie TV, 6 episodi (2007)
- E.R. - Medici in prima linea (ER) – serie TV, episodi 15x01-15x17 (2008-2009)
- Chuck – serie TV, 13 episodi (2008-2010)
- Buy More – webserie, 5 episodi (2008)
- Chuck Versus the Webisodes – miniserie TV (2008)
- Samantha chi? (Samantha Who?) – serie TV, episodio 2x03 (2008)
- Boldly Going Nowhere, regia di Wayne McClammy – film TV (2009)
- Cop House, regia di Brett Ratner – film TV (2009)
- United States of Tara – serie TV, episodio 1x02 (2009)
- Le regole dell'amore (Rules of Engagement) – serie TV, episodio 3x11 (2009)
- Ctrl – webserie, 10 episodi (2009)
- Numb3rs – serie TV, episodi 6x05-6x13 (2009-2010)
- Community – serie TV, episodio 1x19 (2010)
- Law & Order - I due volti della giustizia (Law & Order) – serie TV, episodio 20x18 (2010)
- Justified – serie TV, episodio 1x06 (2010)
- Medium – serie TV, episodio 7x02 (2010)
- Psych – serie TV, episodio 6x09 (2011)
- Human Target – serie TV, episodi 2x08-2x12 (2011)
- Royal Pains – serie TV, episodio 3x07 (2011)
- NTSF:SD:SUV:: – serie TV, episodio 1x05 (2011)
- Law & Order - Unità vittime speciali (Law & Order: Special Victims Unit) – serie TV, episodio 13x21 (2012)
- Veep - Vicepresidente incompetente (Veep) – serie TV, 65 episodi (2012-2019)
- Una serie di sfortunati eventi (A Series of Unfortunate Events) – serie TV, 4 episodi (2018-2019)
- RuPaul's Drag Race – reality show, episodio 11x08 (2019)
- La misteriosa accademia dei giovani geni (The Mysterious Benedict Society) – serie TV (2021-in corso)
- The Decameron – serie TV (2024)

### Doppiatore
- Flatland (Flatland: The Movie), regia di Dano Johnson e Jeffrey Travis – cortometraggio (2007)
- Dante's Inferno, regia di Sean Meredith (2007)
- Le avventure del topino Despereaux (The Tale of Despereaux), regia di Sam Fell e Robert Stevenhagen (2008)
- The Life & Times of Tim – serie animata, episodio 2x01 (2010)
- Flatland 2: Sphereland, regia di Dano Johnson – cortometraggio (2012)
- Angry Birds - Il film (The Angry Birds Movie), regia di Clay Kaytis e Fergal Reilly (2016)
- Rick and Morty – serie animata, 1 episodio (2017)
- Toy Story 4, regia di Josh Cooley (2019)
- Crossing Swords – serie animata, 9 episodi (2020-in corso)
- Inside Out 2, regia di Kelsey Mann (2024)

## Doppiatori italiani
Nelle versioni in italiano delle opere in cui ha recitato, Tony Hale è stato doppiato da:
- Roberto Certomà in Corpi da reato, American Ultra, Tuo, Simon, La misteriosa accademia dei giovani geni, Hocus Pocus 2
- Franco Mannella in Law & Order - Unità vittime speciali, Clifford - Il grande cane rosso, Opus - Venera la tua stella
- Andrea Lavagnino in La concessionaria più pazza d'America, A proposito dei Ricardo
- Lorenzo Scattorin in Una serie di sfortunati eventi, Yoga Hosers - Guerriere per sbaglio
- Maurizio Fiorentini in Arrested Development - Ti presento i miei
- Francesco Caruso Cardelli in Mi sono perso il Natale
- Enrico Pallini in Psych
- Gianluca Tusco in Perché te lo dice mamma
- Loris Loddi in Chuck
- Oliviero Corbetta in Community
- Stefano Benassi in Royal Pains
- Roberto Stocchi in Veep - Vicepresidente incompetente
- Raffaele Palmieri in Alvin Superstar - Nessuno ci può fermare
- Edoardo Stoppacciaro in Transformers - L'ultimo cavaliere
- Alberto Bognanni in Ore 15:17 - Attacco al treno
- Raffaele Proietti in Woman of the Hour
- Roberto Pedicini in The Decameron

Da doppiatore è sostituito da:
- Luca Laurenti in Toy Story 4, I perché di Forky
- Daniele Giuliani in Inside Out 2, Dream Productions
- Stefano Benassi in Le avventure del topino Despereaux
- Lorenzo Scattorin in The Life & Times of Tim
- Fabrizio Vidale in Angry Birds - Il film (come Ross)
- Maurizio Fiorentini in Angry Birds - Il film (come Cyrus)
- Marco Mete in Angry Birds - Il film (come Mimo)